# Châteauneuf-Val-Saint-Donat
 Châteauneuf-Val-Saint-Donat  es una población y comuna francesa, situada en la región de Provenza-Alpes-Costa Azul, departamento de Alpes de Alta Provenza, en el distrito de Forcalquier y cantón de Volonne.

## Demografía
| 144 | 139 | 141 | 191 | 296 | 348 |
| Para los censos de 1962 a 1999 la población legal corresponde a la población sin duplicidades (Fuente: INSEE [Consultar]) |     |     |     |     |     |